# Aztekendrossel

Verbreitungsgebiet der Aztekendrossel

Die Aztekendrossel (Ridgwayia pinicola)  ist ein in Mexiko vorkommender Singvogel aus der Familie der Drosseln (Turdidae).

## Merkmale
Die Aztekendrossel erreicht eine Körperlänge von ca. 24 Zentimetern und ein Gewicht von 67 bis 88 Gramm. Zwischen den Geschlechtern besteht ein leichter Sexualdimorphismus. Bei den Männchen sind Kopf, Hals, Kehle und Brust sowie die Oberseite schwarzbraun. Die Flügeldecken sind ebenfalls schwarzbraun und mit weißen Streifen durchzogen. Die Federn der Hand- und Armschwingen zeigen ebenso wie die Steuerfedern weiße Spitzen. Die Unterseite der Vögel ist weiß. Weibchen weisen im Wesentlichen die gleichen Zeichnungselemente wie die Männchen auf, sind jedoch insgesamt heller gefärbt. Der Schnabel ist bei beiden Geschlechtern schwarzgrau, die Iris schwarz, Beine und Füße haben eine rötliche Farbe.

## Ähnliche Arten
Aufgrund der charakteristischen Gefiederzeichnung ist die Art unverwechselbar.

## Verbreitung, Unterarten und Lebensraum
Die Aztekendrossel ist in Mexiko heimisch. Vereinzelt wurden Irrgäste im Süden der USA beobachtet, die dort jedoch keine stabilen Populationen aufbauen. Die bevorzugten Lebensräume der Aztekendrossel sind montane Misch- und Nadelwälder. Sie ist meist in Höhenlagen zwischen 1800 und 3500 Metern anzutreffen. Es werden zwei Unterarten geführt:
- Ridgwayia pinicola maternalis, Nordwestmexiko
- Ridgwayia pinicola pinicola, Südwestmexiko

## Lebensweise

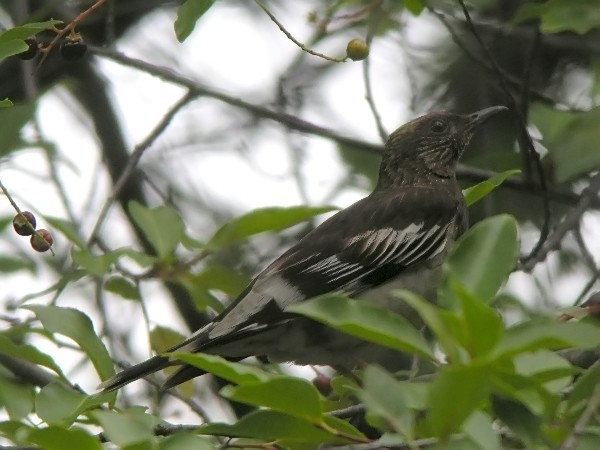
Aztekendrossel im Laub eines Baumes

Aztekendrosseln bewohnen überwiegend Wälder und verstecken sich gerne im dichten Laubwerk. Aufgrund ihrer schwarz/weiß Zeichnung, die dem Licht und Schattenspiel der Umgebung ähnelt, sind sie für Feinde schwer zu erkennen. Sie suchen im Laub am Boden nach Nahrung, die aus Insekten und deren Larven, Spinnentieren, Würmern, Beeren und kleinen Früchten besteht. Die Vögel erscheinen meist in kleinen Gruppen, oft zusammen mit anderen Drosselarten. Der Gesang wird aus Phrasen gebildet, die zumeist wiederholt werden und in die zuweilen fremdartige Töne eingebettet werden. Die Brut findet schwerpunktmäßig von Mai bis Juni statt. Das Nest wird tassenförmig aus Gras und Moos hergestellt. Die Eier haben eine hellblaue Farbe.

## Bestand und Gefährdung
Die Aztekendrossel ist in ihren Vorkommensgebieten zwar im Rückgang begriffen, wird von der Weltnaturschutzorganisation IUCN jedoch noch als „least concern = nicht gefährdet“ geführt.